# Juan Carlos Calvo
Juan Carlos Calvo (26. červen 1906, Montevideo – 12. říjen 1977) byl uruguayský fotbalista. Nastupoval především na postu útočníka.
S uruguayskou reprezentací vyhrál mistrovství světa ve fotbale 1930, byť byl náhradníkem a do bojů na turnaji nezasáhl.
Byl hráčem Miramar Misiones.